# Campeonato Mundial de Ciclocrós de 2008
El LIX Campeonato Mundial de Ciclocrós se celebró en Treviso (Italia) el 27 de enero de 2008 bajo la organización de la Unión Ciclista Internacional (UCI) y la Federación Italiana de Ciclismo.

## Medallistas
| Evento    | Oro                          | Plata                           | Bronce                     |
| --------- | ---------------------------- | ------------------------------- | -------------------------- |
| Masculino | Lars Boom · Países Bajos     | Zdeněk Štybar · República Checa | Sven Nys · Bélgica         |
| Femenino  | Hanka Kupfernagel · Alemania | Marianne Vos · Países Bajos     | Laurence Leboucher Francia |

### Masculino
| Puesto            | Ciclista              | País            | Tiempo  |
| ----------------- | --------------------- | --------------- | ------- |
| Medalla de oro    | Lars Boom             | Países Bajos    | 1:05:27 |
| Medalla de plata  | Zdeněk Štybar         | República Checa | 1:05:32 |
| Medalla de bronce | Sven Nys              | Bélgica         | 1:05:33 |
| 4                 | Erwin Vervecken       | Bélgica         | 1:05:36 |
| 5                 | Radomír Šimůnek       | República Checa | 1:05:37 |
| 6                 | Marco Aurelio Fontana | Italia          | 1:05:37 |
| 7                 | Sven Vanthourenhout   | Bélgica         | 1:05:37 |
| 8                 | Christian Heule       | Suiza           | 1:05:41 |

### Femenino
| Puesto            | Ciclista                 | País         | Tiempo |
| ----------------- | ------------------------ | ------------ | ------ |
| Medalla de oro    | Hanka Kupfernagel        | Alemania     | 45:15  |
| Medalla de plata  | Marianne Vos             | Países Bajos | 45:28  |
| Medalla de bronce | Laurence Leboucher       | Francia      | 45:32  |
| 4                 | Christel Ferrier-Bruneau | Francia      | 45:41  |
| 5                 | Maryline Salvetat        | Francia      | 46:07  |
| 6                 | Mirjam Melchers          | Países Bajos | 46:13  |
| 7                 | Wendy Simms              | Canadá       | 46:19  |
| 8                 | Daphny van den Brand     | Países Bajos | 46:24  |